# Keegan-Michael Key
Keegan-Michael Key (* 22. března 1971) je americký herec. Narodil se ve městě Southfield v Michiganu a vyrůstal v Detroitu. Později se usadil v Los Angeles. Hrál například ve filmech Velcí bratři (2008), Zkus mě rozesmát (2011), Šéfové na zabití 2 (2014) nebo Toy Story 4: Příběh hraček (2019). Rovněž hrál v epizodních rolích v seriálech Jak jsem poznal vaši matku a Láska bolí. Spolu s Jordanem Peelem vytvořili a ztvárnili titulní dvojici v skečovém pořadu Key & Peele (2012–2015).